# Cap Gris-Nez

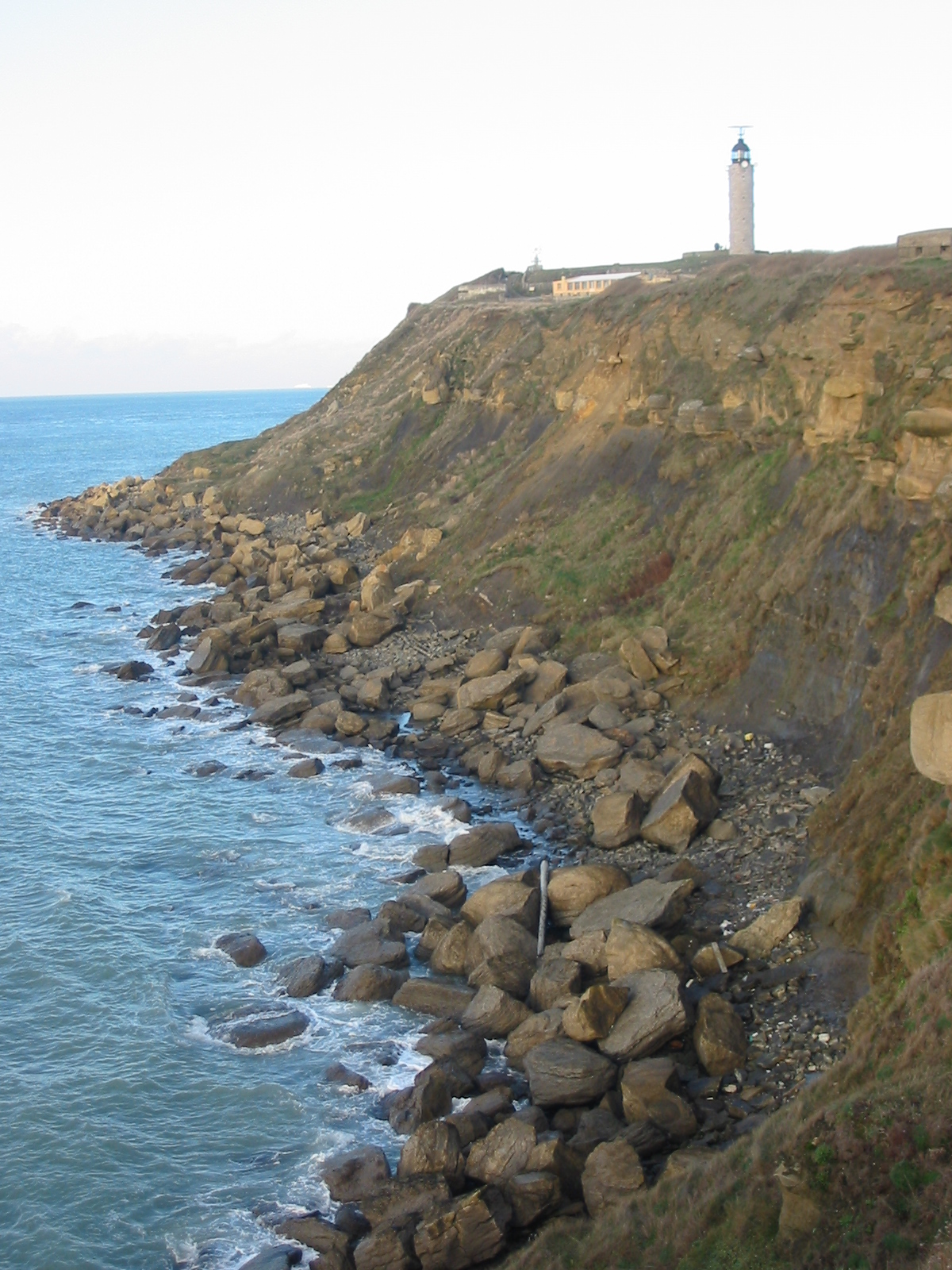
Cape Gris Nez

Cap Gris-Nez fok Észak-Franciaországban, az Opálparton (Côte d’Opale), Pas-de-Calais megyében.
Wissant (Whitesand) és Audresselles közt helyezkedik el, Audinghen (Odingham) önkormányzat területén.
A Cap Griz-Nez sziklái Franciaország Angliához legközelebbi pontján magasodnak, mindössze 34 kilométerre, látótávolságon belül a Csatorna túloldalán lévő Dover fehér szikláitól.
A sziklák tetején angol eredetű erődítmény áll, amelyet VIII. Henrik építtetett a 16. században.
A romokat a második világháború idején a németek megszállták. Az kanadai 1. hadsereg szabadította fel.

## Képek

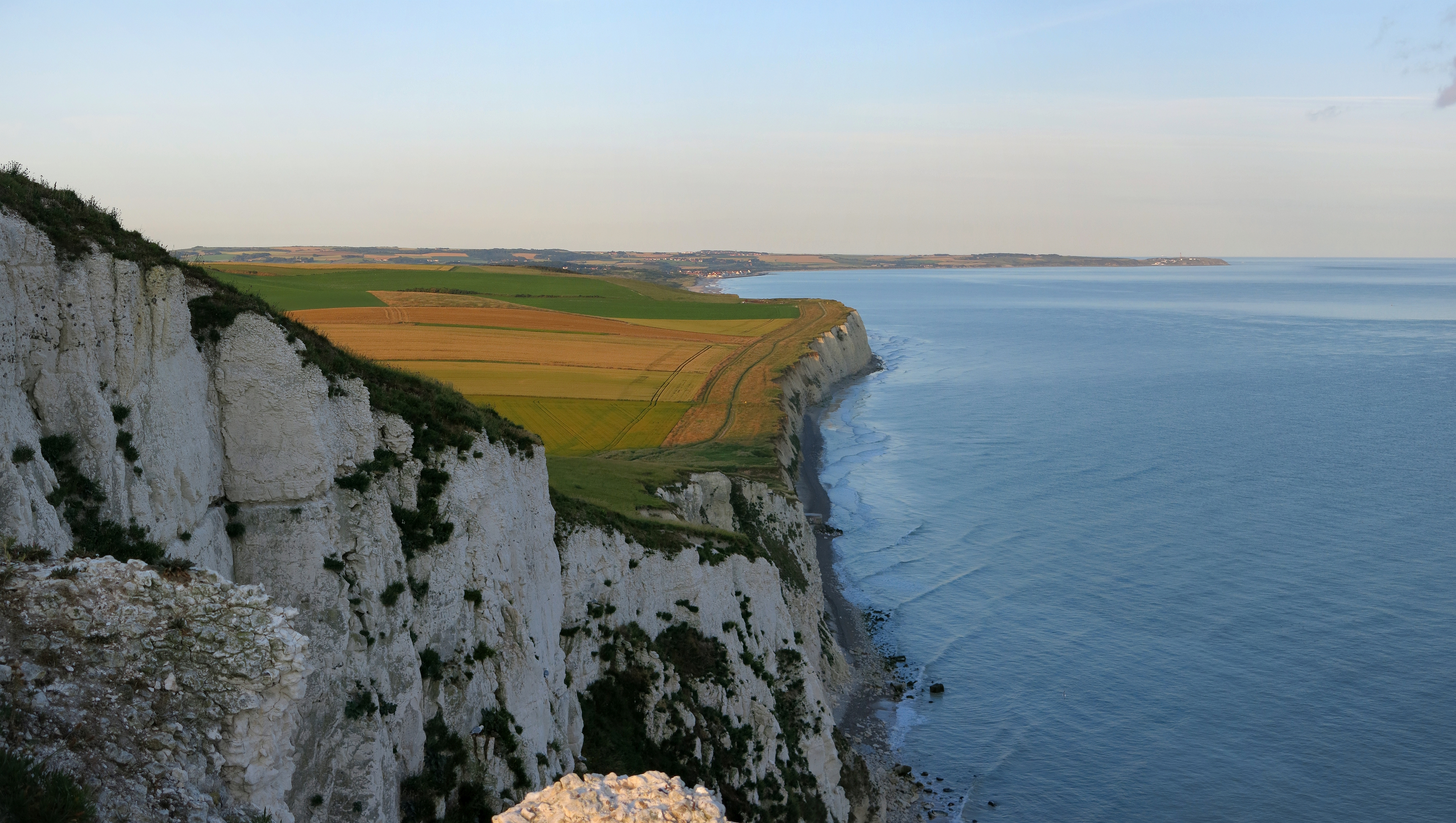
Látvány Cap Blanc-Nez irányából
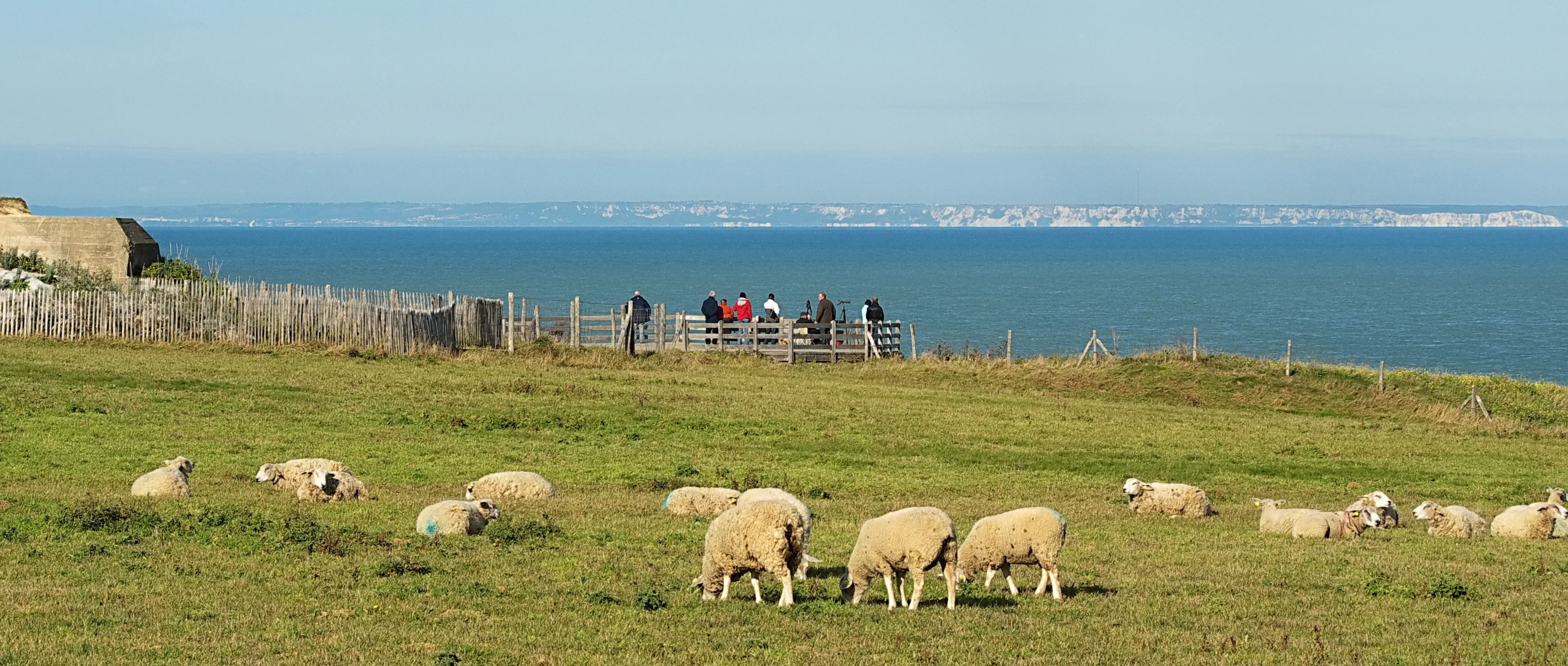
Dover fehér sziklái
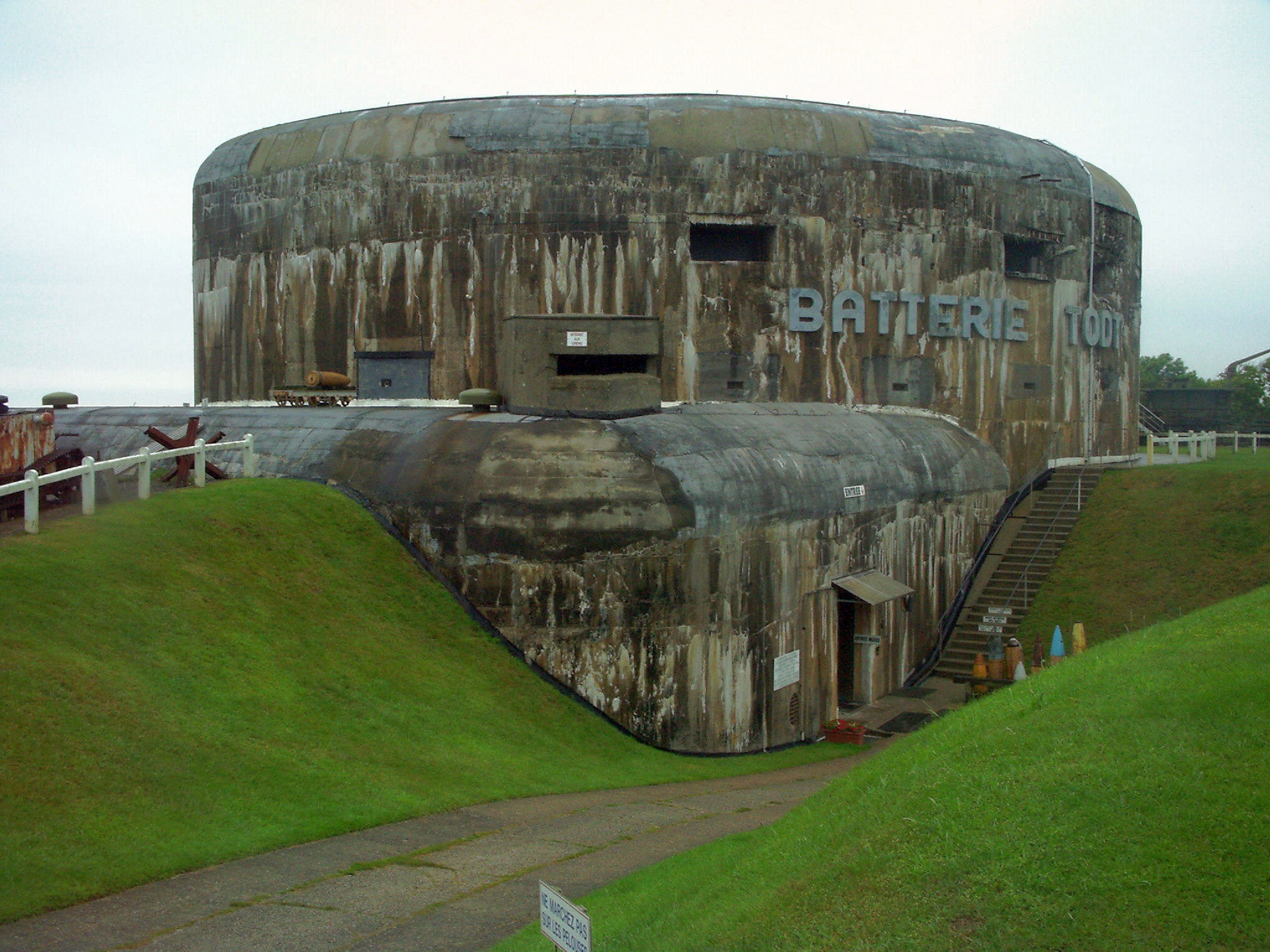
Batterie Todt Cap Gris-Nez-nél, 10. Juni 2004